# Liber abaci

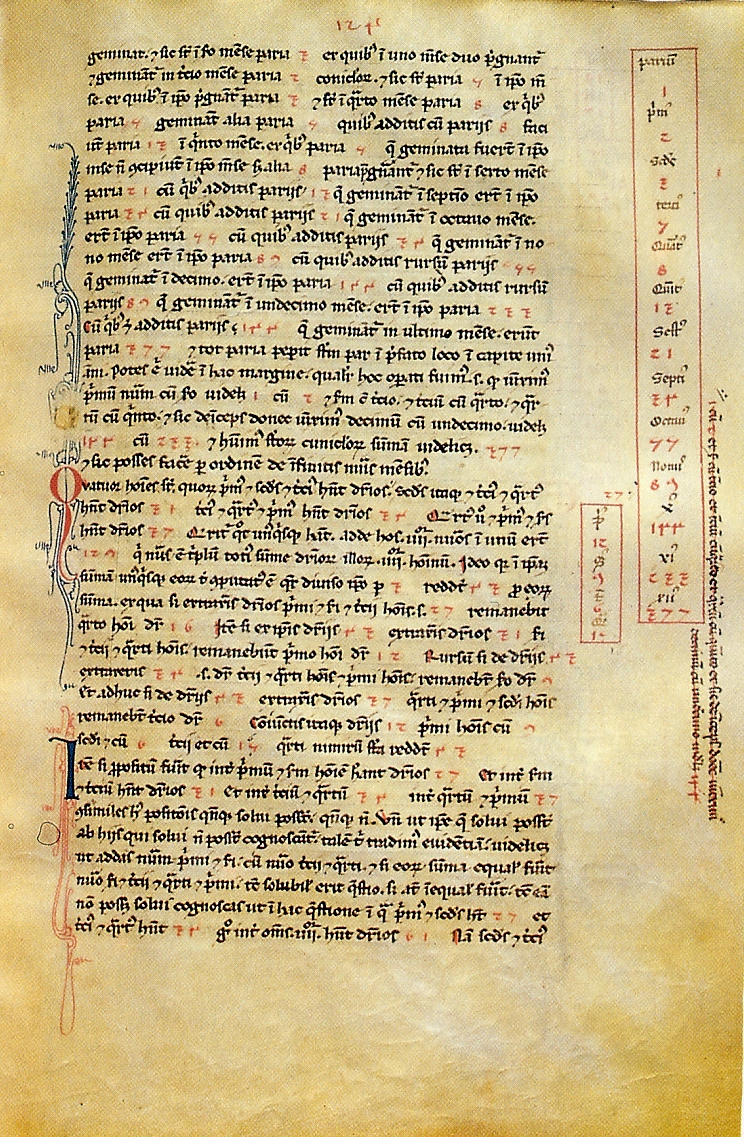

Liber abaci lub Liber abbaci – księga matematyczna z 1202, dotycząca arytmetyki, autorstwa Leonarda z Pizy, znanego później pod pseudonimem Fibonacci. Jej tytuł tłumaczony jest współcześnie jako Księga liczydła (por. abacus) lub Księga rachunków.
W pracy tej Fibonacci wprowadził cyfry arabskie, ważny element systemu dziesiętnego, który poznał uprzednio podczas pobytu w północnej Afryce, oraz przedstawił ciąg (zwany później ciągiem Fibonacciego) jako rozwiązanie zadania o rozmnażaniu się królików.